# 馮海容
馮海容（英語：Elizabeth Fung；1988年—），是香港商務及經濟發展局局長前政治助理，亦是民主思路前成員。

## 簡歷
馮海容早年就讀德瑞國際學校和UWC Mahindra College（2005年至2007年；國際文憑），擁有杜倫大學人類學學士（2007年至2010年）和清華大學公共行政（國際發展）碩士學位（2010年至2012年），加入政府前於一所國際公共關係顧問公司任職。2017年8月1日，她獲委任為香港商務及經濟發展局局長政治助理。父親為醫院管理局新界東醫院聯網前總監馮康。